# Шеррер, Самуэль
Самуэль Шеррер (род. 15 марта 1997 года) — швейцарский борец вольного стиля, вице-чемпион Европы 2020 и 2021 годов.

## Биография
Родился в 1997 году. Борьбой начал заниматься с 2003 года. С 2013 года выступает на международных соревнованиях по борьбе.  
В феврале 2020 года впервые принял участие на чемпионате континента в итальянской столице. В весовой категории до 92 кг Самуэль в схватке за чемпионский титул уступил спортсмену из Турции Сулейману Караденизу и завоевал серебряную медаль европейского первенства.